# Ivan Gundulić

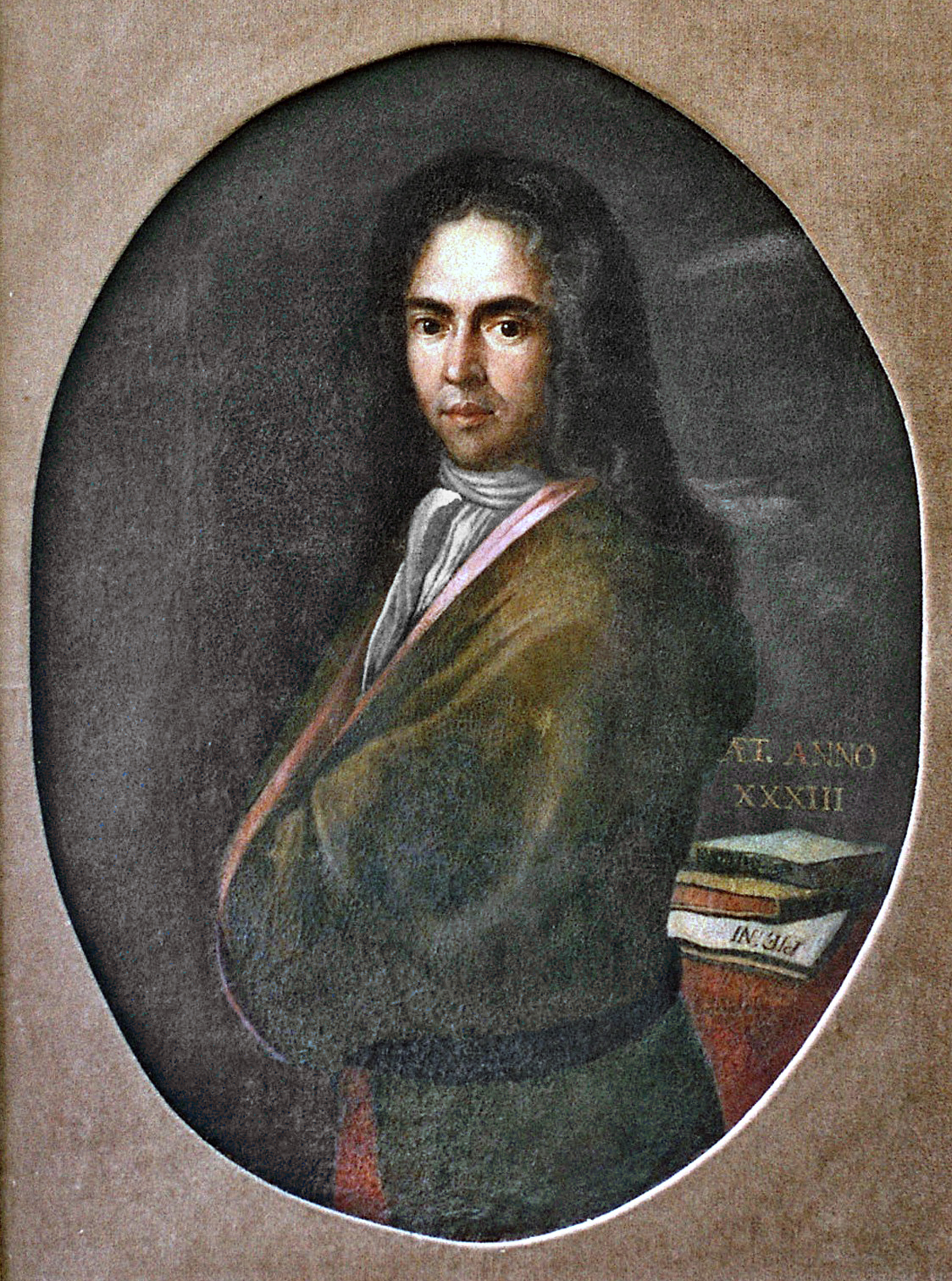
Ivan Gundulić.

Ivan Gundulić (italienska: Giovanni Francesco Gondola), född 9 januari 1589 i Dubrovnik, död där 8 december 1638, skald och författare.
Gundulić tillhörde en gammal dubrovnisk adelsätt och tjänstgjorde liksom många av sina förfäder på ämbetsmannabanan och avancerade till senator och ledamot av Minor consiglio i Republiken Dubrovnik. Som poet intar Gundulić hedersrummet i hela den slaviska litteraturen före 1800-talet. Utrustad med fin bildning, var Gundulić i sin diktning starkt påverkad av den italienska smaken, såsom den slavo-ragusanska poesin i allmänhet, men var inte bara en mästerlig språkkonstnär, utan även en fullt självständig diktare i slavisk anda.
Direkta efterbildningar från italienskan är Ljubovnik sramezljiv (Den blygsamme älskaren), Gundulićs enda erotiska alster; gravkvädet U smrt Marije Kalandriæ; ett lovkväde över Ferdinand II av Toscana vid dennes förmälning; ett ode över Guds majestät (Od velicanstva bozieh) samt sju av kung Davids botpsalmer (tryckta i Venedig 1630). En självständigare efterklang av italiensk poesi är den religiösa dikten Suze sina razmetnoga (Den förlorade sonens tårar; tryckt 1622), en didaktisk monolog, vilken anses vara den bästa dubrovniska lyriken över huvud taget.
Av Gundulićs många dramer ha endast två i sin helhet bevarats, de av den italienska romantiken starkt påverkade tragedierna Arijadna (tryckt 1632) och Proserpina. Högst och originellast som dramatisk skriftställare står Gundulić i Dubravka (uppförd 1628; återupptaget 1888 i Agram med anledning av Gundulićs 300-årsjubileum), den sydslaviska litteraturens sista och ojämförligt bästa herdespel, som, trots den påtagliga efterbildningen av italienska "favole pastorali", har ett nationellt och originellt värde genom sin satiriska skildring av Ragusas dåtida kultur och utmynnar i en skön lovsång över den ragusanska republikens frihetskärlek.
Gundulićs mästerverk är emellertid den monumentala kristlig-romantiska ofullbordade hjältedikten Osman (20 sånger; tryckt första gången 1826; flera upplagor, den bästa utgåvan 1877 av Pavié i "Stari pisci hrvatski"), som sammanställer sultan Osmans ömkliga ändalykt (1621) med polske tronföljaren Vladislavs seger över turkarna vid Chotin (1621) och är rik på värdefulla häntydningar rörande slavisk folkpoesi, historia, geografi o.s.v. (de saknade 14:e och 15:e sångerna tilldiktades på mycket lyckat sätt av den dubrovnika poeten Pietro Sorgo, död 1828, och den kroatiske skalden Ivan Mazuranić, död 1890.) Verket är på ett mindre lyckat sätt översatt till italienska (1827 av Nikola Jaksić och 1838 av Vidović) samt på latinska hexametrar (av baron Biagio Ghetaldi 1865).
Den svenske författaren Alfred Jensen författade "Gundulić und sein Osman" (1901), en utförlig studie om Gundulić och "Osman". År 1893 restes på torget i Ragusa en (av den kroatiske bildhuggaren och skulptören Ivan Rendić modellerad) staty över Gundulić, med konstnärliga reliefer, föreställande scener ur "Osman".
Gundulić finns avbildad på 50-kuna-sedeln.